# Carl Sagan
Dr. Carl Edward Sagan (9. studenog 1934. – 20. prosinca 1996.) je bio američki astronom, astrobiolog i iznimno uspješan popularizator znanosti. Pionir je egzobiologije (znanosti o izvanzemaljskom životu) – mnogi najplodniji znanstvenici današnjice u tom području njegovi su bivši studenti i suradnici. Mnogo je doprinio popularizaciji projekta SETI. Svjetski je poznat po svojim popularno-znanstvenim knjigama i kao su-autor i nagrađivane televizijske serije Kozmos i istoimene popratne knjige. Također je napisao roman Kontakt, ekraniziran u istoimenom filmu iz 1997. godine s Jodie Foster. U svojim radovima često je zagovarao znanstvenu metodu proučavanja. Bio je predstojnik Katedre Davida Duncana za Astronomiju i svemirske znanosti te direktor Laboratorija za planetne studije na Sveučilištu Cornell. Od samih početaka američkog svemirskog programa dr. Sagan je u njemu imao vodeću ulogu. Još od 1950-ih bio je konzultant i savjetnik NASA-e, upućivao je astronaute letjelica Apollo prije njihovih letova na Mjesec, a vodio je i pokuse na planetnim i svemirskim sondama Mariner, Viking, Voyager i Galileo. Pomogao je u rješavanju tajne visoke površinske temperature na Veneri (odgovor: jaki staklenički učinak), sezonskih promjena na Marsu (odgovor: prašina raznošena vjetrom) i crvene magle na Titanu (odgovor: složene organske molekule).
Za svoju knjigu Zmajevi raja: razmišljanja o evoluciji ljudske inteligencije dr. Sagan je dobio Pulitzerovu nagradu, a autor je i mnogih drugih uspješnica, uključujući Kozmos, najbolje prodavanu popularnoznanstvenu knjigu na engleskom govornom području. Dokumentarni serijal Kozmos, prvi put emitiran 1980. godine, postigao je veliki uspjeh kod publike i stekao kultni status. Godine 2014. National Geographic Channel snima svojevrsni remake izvorne serije s Neil deGrasse Tysonom kao voditeljem.
Obitelj preminulog dr. Sagana čine njegova supruga i 20-godišnja suradnica Ann Druyan, djeca Dorion, Jeremy, Nicholas, Sasha i Sam te unuk Tonio.
Po njemu je nazvan asteroid 2709 Sagan. 

## Znanstvena postignuća
Saganovi doprinosi su bili ključni u otkriću visokih površinskih temperatura planete Venere. Ranih 1960-ih nitko nije znao zasigurno osnovne vremenske uvjete na površini tog planeta, stoga je Sagan napravio popis mogućih uvjeta u izvješću koje je kasnije objavljeno u Time-Lifeovoj knjizi "Planeti". Njegovo vlastito mišljenje bilo je da je Venera suha i veoma vruća za razliku od mekog raja o kojem su drugi maštali. Istražio je emisije radio valova Venere i zaključio da površinska temperatura iznosi oko 500°C. Kao učestali znanstveni gost NASA-inom Laboratoriju za mlazni pogon, pridonio je prvim misijama Programa Mariner vezanim uz Veneru, dizajnirajući i rukovodeći projekt. Mariner 2 je 1962. potvrdio njegove zaključke o površinskim uvjetima Venere.
Sagan je bio među prvima koji su hipotezirali da bi Saturnov mjesec Titan mogao imati ocean od tekućih spojeva na svojoj površini i da bi Jupiterov mjesec Europa mogla imati ocean od vode ispod površine. To bi učinilo Europu potencijalno nastanjivom. Kasnije je taj ispodpovršinski ocean potvrdila letjelica Galileo. Misterij Titanove crvenkaste izmaglice je također riješen uz Saganovu pomoć. Razlog crvenkaste izmaglice su složene organske molekule koje konstantno kišom padaju na površinu Titana.
Pridonio je uvide u atmosfere Venere i Jupitera, kao i izmjene godišnjih doba na Marsu. Također je spoznao globalno zatopljenje kao rastuću opasnost čiji uzrok je čovjek te ga je povezao s Venerom, vrućim i surovim planetom na kojem je ono izmaklo kontroli. Sagan i njegov kolega s Cornella Edwin Ernest Salpeter su nagađali o mogućnostima života unutar Jupiterovih oblaka, pod uvjetom da je gusta atmosfera planete bogata organskim spojevima. Proučavao je promatrane razlike u boji površine Marsa i zaključio da nisu sezonske ili vegetacijske promjene o kojim se vjerovalo, nego smjene površinske prašine koje uzrokuju pješčane oluje.
Sagan je, međutim, najbolje poznat po istraživanjima o mogućnosti izvanzemaljskog života, uključujući pokus koji demonstrira proizvodnju aminokiselina od osnovnih kemijskih sastojaka uz pomoć zračenja.

## Nagrade i priznanja
- Medalja za javno dobro 1994. godine, najviša nagrada Nacionalne akademije znanosti za "istaknute doprinose primjeni znanosti za javno dobro".[4]
- NASA-ina medalja za istaknutu javnu službu (1997.)
- Pulitzerova nagrada za dokumentarnu literaturu (1978.)
- Oerstedova medalja (1990.)
- Nagrada Carla Sagana za javno razumijevanje znanosti (1993.)

## Vanjske poveznice
- Portal o Carlu Saganu
- Ted Turner intervjuira Sagana, CNN, 1989., video: 44 minute.
- "Čovjek čije je vrijeme došlo" - Ianov Ridpathov intervju s Carlom Saganom, New Scientist, 4. srpnja 1974.
- Carl Sagan u internetskoj bazi filmova IMDb-a
- Radovi od ili o Carlu Saganu  Arhivirana inačica izvorne stranice od 22. prosinca 2015. (Wayback Machine) u knjižnicama (katalog WorldCata)